# Айхан, Ялчин
Ялчин Айхан (тур. Yalçın Ayhan; 1 мая 1982, Стамбул) — турецкий футболист, центральный защитник.

## Клубная карьера
Ялчин Айхан начинал свою карьеру футболиста в клубе «Истанбулспор» из своего родного города. 22 декабря 2001 года он дебютировал в турецкой Суперлиге, выйдя на замену на 70-й минуте домашнего поединка против «Антальяспора». Вторую половину сезона 2002/03 Ялчин на правах аренды провёл за команду Первой лиги «Дарданелспор». 8 августа 2004 года он забил свой первый гол на высшем уровне, сравняв счёт в домашнем матче с «Диярбакырспором», проходившем в рамках первого тура Суперлиги 2004/05. В начале августа 2005 года Ялчин подписал контракт с «Галатасараем», но закрепиться в нём так и не сумел, перейдя спустя год в другой клуб Суперлиги «Кайсери Эрджиесспор». И там Ялчин также сыграл считанные матчи, затем в его карьере были команды «Сакарьяспор» и «Манисаспор», а также возвращение в «Истанбулспор», во всех этих случаях он также крайне редко выходил на поле. Заиграть ему удалось в «Антальяспоре», куда он перешёл перед стартом Суперлиги 2008/09 и провёл следующие 2 года в качестве игрока основного состава. В сезоне 2010/11 Ялчин выступал за «Газиантепспор», а в сезоне 2011/12 — за «Ордуспор». В конце июля 2012 года он подписал контракт с командой «Касымпаша», а в середине августа 2014 года — с командой «Истанбул Башакшехир».

## Достижения
«Галатасарай»
- Чемпион Турции (1): 2005/06